# Deutsche Steinzeug Cremer & Breuer
Die Deutsche Steinzeug Cremer & Breuer Aktiengesellschaft, kurz Deutsche Steinzeug, gelegentlich auch DSCB, ist ein deutsches Industrieunternehmen mit Hauptsitz in Alfter-Witterschlick bei Bonn, das keramische Belagsmaterialien und Fliesen herstellt. Im Markt für keramische Fliesen und Platten sowie für keramische Fassadensysteme tritt es mit der Marke Agrob Buchtal (Eigenschreibweise: AGROB BUCHTAL) auf, im Markt für Mosaiken mit der Marke Jasba.

## Geschichte

### Ursprünge und Entwicklung im Deutschen Kaiserreich
Die Geschichte des Unternehmens reicht bis ins Deutsche Kaiserreich zurück. 1890 wurde in Mannheim-Friedrichsfeld die Badische Thonröhren- und Steinzeugwarenfabrik AG, (vormals J[ulius].F[riedrich]. Espenschied) gegründet. 1895 erfolgte die Umfirmierung in Deutsche Steinzeugwarenfabrik für Canalisation und Chemische Industrie, kurz Deutsche Steinzeug. Das Unternehmen Cremer & Breuer GmbH entstand 1906 in Frechen. Beide Unternehmen stellten zunächst Steinzeug-Produkte für den Kanalbau her, um im Laufe der Jahre ebenfalls säurefeste Apparate und Artikel für Abnehmer aus der Chemieindustrie anzubieten. Bei großen Ausstellungen und Messen, unter anderem bei Weltausstellungen, erhielt das Unternehmen mehrfach Auszeichnungen. Vor Ausbruch des Ersten Weltkrieges beschäftigte es ca. 800 Mitarbeiter und hatte sich einen internationalen Kundenkreis erschlossen.

### Expansion bis zum Ende des Zweiten Weltkrieges
1926 übernahm Cremer & Breuer die Mehrheit der Deutschen Steinzeugwarenfabrik Aktiengesellschaft. Anfang der 1930er Jahre erfolgte der Erwerb der Mehrheitsbeteiligung der Deutschen Steinzeugwarenfabrik Aktiengesellschaft an der Annawerk Schamotte- und Tonwarenfabrik AG in Oeslau. Zugleich geriet das Unternehmen durch die Weltwirtschaftskrise in Absatznöte und reduzierte sein Personal, das Ende der 1920er Jahre bei mehr als 900 Mitarbeitern gelegen hatte, auf weniger als 250 Personen.
Im Juni 1937 erwarb das Annawerk die Vereinigte Gewerkschaft Schmidgaden-Schwarzenfeld in der Oberpfalz. Teil des Erwerbs war ein in der Nähe Schwarzenfelds gelegenes, an Tonvorkommen reiches Gelände namens Buchtal. Gottfried Cremer begann mit der Planung einer Fabrik, in der hochwertiger Tonabraum weiterverarbeitet werden und die als Zulieferer des Annawerks fungieren sollte. Sie war bereits in Bau, als Vertreter der Reichswerke AG für Erzbergbau und Eisenhütten „Hermann Göring“ ein anderes Interesse anmeldeten: Mit den neuen Anlagen sollen feuerfeste Schamottsteine hergestellt werden, um diese in Hüttenbetrieben zum Einsatz zu bringen, die damals fast ausschließlich der Rüstungsproduktion dienten. Zugleich schlugen die Reichswerke vor, sich mit 52 Prozent an Bergwerkseigentum und Produktionsanlagen zu beteiligen. Obgleich die Unternehmer des Annawerkes nicht sofort von der Notwendigkeit der Schamottstein-Produktion überzeugt waren und obwohl sie stark autoritäre innerbetriebliche Verhältnisse fürchteten, kam eine Einigung schließlich zustande, die Buchtal A.G. in Schwarzenfeld entstand.
Der auf diese Weise entstandene Konzern betätigte sich vor allem in der Produktion von Grobkeramik; seine Produktpalette umfasste Steinzeugrohre, Fliesen und Platten sowie weitere Artikel, wie beispielsweise Feuerfestmaterialien oder Dachziegel. Das Unternehmen profitierte von Betriebs-Arisierungen und beschäftigte während des Zweiten Weltkrieges Fremd- und Zwangsarbeiter. Insbesondere die Mannheimer Produktionsstätten wurden durch alliierte Bombenangriffe schwer beschädigt. In der unmittelbaren Nachkriegszeit kam die Produktion des Unternehmens durch alliierte Einschränkungen fast vollständig zum Erliegen.

### Wiederaufbaujahre
Weil sich in den Wiederaufbaujahren der Bundesrepublik ein großer Bedarf an Steinzeugrohren zeigte, setzte der Industriekonzern in diesem Produktbereich seinen ersten Investitionsschwerpunkt. Die Buchtal AG konzentrierte sich in diesem Zeitraum auf keramische Fliesen und Platten und gewann nach und nach das Profil eines Spezialanbieters für Objektkeramik.
Unter der Führung von Gottfried Cremer sorgte das Unternehmen ab Mitte der 1950er Jahre immer wieder für technische Innovationen und Verbesserungen der Herstellungsprozesse. Zugleich erweiterte es seinen Aktionsradius auf die Herstellung von Kunststoffen, hier konzentrierte es sich insbesondere auf die Verbindung von Kunststoffen und Keramik. 1961 änderte es daraufhin seinen Namen in Deutsche Steinzeug- und Kunststoffwarenfabrik für Kanalisation und Chemische Industrie.

### Wachstum von den 1960er Jahren bis zur Deutschen Wiedervereinigung
In den 1960er Jahren trat die Deutsche Steinzeug ebenfalls in den Markt für Abwasserbehandlungsanlagen ein und gründete zu diesem Zweck 1962 die Friedrichsfelder Abwasser- und Verfahrenstechnik GmbH für die Abwasser- und Brauchwasserwirtschaft. Seit 1964 entwickelte das Unternehmen neue Technologien für Oxidkeramik, um daraus in den Folgejahren eine eigene Marke zu entwickeln (Frialit). 1969 erfolgte die Eingliederung der Wesselinger Gußwerk-Rheinguß GmbH.
1974 gliederte die Cremer-Gruppe ihre Geschäfte neu und etablierte für ihre Steinzeug- und andere Industrieaktivitäten die Friedrichsfeld GmbH Steinzeug und Kunststoffwerke. In den 1970er und 1980er Jahren setzte sich die Expansion fort. Dabei wurden ebenfalls neue Produktlinien entwickelt, zu denen keramische Zahnimplantate zählten. Die Deutsche Steinzeug wuchs auch durch weitere Zukäufe. Dazu gehörten 1977 der Erwerb von Degussit (Verkäufer: Degussa), 1979 der Kauf der Rhein-Plastik-Rohr-GmbH (Neckarau), 1988 die Eingliederung der Rheinhütte Wiesbaden und 1989 schließlich die Integration der Th. Jansen GmbH (St. Ingbert).
Als bedeutende Innovation erwies sich die seit den 1960er Jahren vorangetriebene Entwicklung des Horizontalspülbohrverfahrens, das ab 1982 unter dem Markennamen CreaDig Mikrotunnelbauprojekte ohne umfassende Erdarbeiten ermöglichte.
1985 verlegte das Unternehmen seinen Sitz von Mannheim-Friedrichsfeld nach Frechen.

### Entwicklung in den 1990er Jahren
Um die Wettbewerbsposition im Markt zu verbessern und sich zum keramischen Vollsortimenter zu entwickeln, erwarb die Deutsche Steinzeug 1992 die fliesenproduzierenden Unternehmen der Agrob-Gruppe. Im Jahr vor diesem Zusammenschluss hatte die Cremer-Gruppe einen Umsatz von 1,1 Milliarden DM ausgewiesen, der Umsatz der Agrob AG hatte 1991 bei über 210 Millionen DM gelegen. 1993 erwarb der Konzern die Mehrheit bei Rako, dem größten tschechischen Hersteller von Steingut und Steinfliesen. Dieser Anteil wurde 1998 von 50,4 auf 92,5 Prozent aufgestockt, was die Deutsche Steinzeug als wichtigen Schritt zur europäischen Marktführerschaft im Steinzeug-Markt ansah.
1994 änderte der Konzern seine Organisationsstruktur: Das Management beschloss die Umfirmierung der Cremer-Gruppe in Deutsche Steinzeug Cremer & Breuer Aktiengesellschaft, die als Obergesellschaft fungierte. Die operativen Geschäfte übernahmen acht Gesellschaften: Vereinigte Steinzeugwerke GmbH, Hürner GmbH, Annawerk GmbH, Buchtal GmbH, Agrob Buchtal Keramik GmbH, Agrob Wessel Servais AG, Agrob Fliesen GmbH und Friatec AG. Das Unternehmen betätigte sich damals in vier Branchen: Bauprodukte, Maschinen- und Anlagenbau sowie Medizintechnik. Mit über 7000 Beschäftigten erwirtschaftete die Deutsche Steinzeug 1996 einen Umsatz von 1,4 Milliarden DM.
Nach dem Börsengang der Friatec AG 1995 blieb die Deutsche Steinzeug mit 75 Prozent beteiligt, die Aktienmehrheit an diesem Unternehmen ging 1996 an FlowTex. 1997 übernahm die Obergesellschaft Deutsche Steinzeug Cremer & Breuer AG durch Verschmelzungen der keramischen Belagsmaterialien auf die Holding wieder die operative Führung. Während die Annawerk GmbH im November 1998 an den Saint-Gobain-Konzern veräußert wurde, erwarb die Deutsche Steinzeug im selben Jahr die Steinzeug-Aktivitäten der Wienerberger-Gruppe. 1998 übernahm die Deutsche Steinzeug ebenfalls alle Geschäftsanteile an der Ostara Laufen Keramik GmbH (Meerbusch), sie stärkte damit ihre Kompetenz im Objektbereich sowie in der Wohnkeramik. Um dem Ziel, Deutschlands größter Keramikproduzent zu werden, näher zu kommen, erwarb die Deutsche Steinzeug 1999 die Jasba GmbH (Ötzingen) und die Meissen Keramik GmbH (Meißen). Diese beiden Unternehmen bürgten für Kompetenz in Mosaiken beziehungsweise für eine hohe Bekanntheit bei Endverbrauchern. 1999 suchte die Deutsche Steinzeug zudem einen spezifischen Zugang in den Markt der Baumärkte, sie übernahm das Unternehmen Schlenkhoff Das Baumarktsortiment GmbH (Herne). Ende der 1990er Jahre konzentrierte sich das Unternehmen auf die Kerngeschäftsfelder keramische Belagsmaterialien (Wand- und Bodenfliesen) und Steinzeugrohre.

### Konsolidierung nach 2000
In den Jahren nach 2000 reagierte das Unternehmen mit Restrukturierungen auf die Nachfragekrisen, die sich im Zuge der allgemeinen Rezessionen zeigten. Zunächst scheiterten 2001 Pläne einer Fusion mit Lasselsberger. Im selben Jahr erfolgte die Schließung des Standortes Meerbusch, die ursprünglich für 2004 geplant war. 2002 verkaufte das Unternehmen Rako an die Lasselsberger-Gruppe. Im Jahr darauf folgten jeweils durch Management-Buy-outs der Verkauf der Steinzeugrohr-Sparte und der Rückzug aus dem Maschinenbau durch Veräußerung der Hürner-Funken GmbH, der Monsun GmbH sowie der Jasba Ofenkachel GmbH. Durch die Absatzkrisen und die Veräußerung von Konzern-Bestandteilen reduzierten sich Belegschaft und Umsätze: 2004 erwirtschaftete die Deutsche Steinzeug mit 1720 Mitarbeitern einen Jahresumsatz von 235,8 Millionen Euro.
Im Jahr 2006 erfolgte die Restrukturierung der Passiva des Unternehmens, um Verbindlichkeiten durch Wandel in Eigenkapital zu verringern: Die Finanzinvestoren Deutsche Bank, Goldman Sachs und Lone Star stiegen bei der Deutschen Steinzeug ein. Durch dieses Engagement sank der Aktienanteil der lange dominierenden Familienaktionäre auf rund 20 Prozent, während die Finanzinvestoren rund 60 bis 70 Prozent der Anteile hielten, ca. 10 Prozent gehörten der Gruppo Concorde, die bereits seit 2002 engagiert war. Im April 2014 erhöhte die Gruppo Concorde ihren Anteil auf 30 Prozent, 55 Prozent lagen zu diesem Zeitpunkt bei den Finanzinvestoren, ca. 14 Prozent hielten freie Aktionäre.
Um die Kompetenzen im Kerngeschäft zu stärken, investierte die Deutsche Steinzeug gleichzeitig in Anlagen und Standorte. So nahm das Unternehmen 1999 am Fertigungsstandort Schwarzenfeld eine Produktionsanlage für traditionelle Spaltplatten und Formteile in Betrieb. Am Fertigungsstandort Sinzig erfolgte im selben Jahr die Inbetriebnahme der ersten Produktionsstätte für Feinsteinzeug in Deutschland. Im Jahr darauf gewährleistete die Errichtung einer Fertigungsanlage Europas für glasiertes Steinzeug-Mosaik am Jasba-Standort Ötzingen die Anwendung von Herstellungsverfahren, die eine große Farb- und Formenvielfalt der Produkte möglich machten. Auch am Standort Meißen investierte die Deutsche Steinzeug im Jahr 2000 in eine Produktionsstätte für Wandfliesen. 2007 kam in Sinzig ein weiterer Rollenofen hinzu.
Mitte 2013 wurde der Sitz der Gesellschaft von Frechen nach Alfter-Witterschlick verlegt.
Nach eigenen Angaben erzielt das Unternehmen drei Viertel seines Gesamtumsatzes in Deutschland und Österreich. Darüber hinaus werden die Produkte weltweit in rund 80 Länder exportiert.

### Aktie

Aktie über 50 DM der Deutsche Steinzeug Cremer & Breuer AG vom September 1994

Die erste Börsennotierung des Unternehmens erfolgte 1896.
Die Deutsche Steinzeug gehörte im April 1999 zu den Gründungsmitgliedern des SMax, eines Börsensegments für Nebenwerte. Wie bei vielen anderen Aktiengesellschaften dieses Index erfüllten sich die damit verbundenen Erwartungen nicht, sodass sich die Deutsche Steinzeug Ende 2001 aus diesem Segment zurückzog.
Die Aktionäre beteiligten sich dreimal durch Kapitalschnitte an den Restrukturierungskosten: Im Mai 2006 beschloss eine außerordentliche Hauptversammlung einen Kapitalschnitt im Verhältnis 6:1 und eine Barkapitalerhöhung im Verhältnis 1:2. 2012 und 2013 folgten zwei weitere Schnitte dieser Art im Verhältnis 3:2 beziehungsweise 2:1.
Die Aktie zählte zum regulierten Markt in Frankfurt (General Standard) und Berlin. In Hamburg, Düsseldorf und in Stuttgart wurde die Aktie im Freiverkehr gehandelt.
Am 11. Juni 2014 gab das Unternehmen bekannt, ein Delisting durchführen zu wollen. Seit Ende Oktober 2014 wird die Aktie nicht mehr an den Börsen gehandelt.

## Gegenwärtige Geschäftsstruktur

### Marken und Produkte
Die wichtigsten Segmente im Kernkompetenzbereich der keramischen Belagsmaterialien sind Wand- und Bodenfliesen, Produkte für Schwimmbäder, keramischen Belagsmaterialien für Fassaden, Architekturkeramik sowie keramische Mosaike. Bereits seit 2001 bietet das Unternehmen Wand- und Bodenfliesen an, die durch das Einbrennen von kleinsten Titandioxid-Kristalliten in die Glasuroberflächen antibakterielle und schadstoffabbauende Wirkungen erzielen und durch eine hydrophile Oberfläche besonders reinigungsfreundlich sowie im Kontakt mit Regenwasser selbstreinigend sind.

#### Agrob Buchtal

Logo Agrob Buchtal

Die Marke Agrob Buchtal deckt drei Produktbereiche ab: keramische Fassadensysteme, Wohnkeramik und Architekturkeramik. Zur Architekturkeramik zählen dabei keramische Formteile und Fliesen für Gewerbe und Schwimmbäder. Im Bereich der Schwimmbadkeramik gilt Agrob Buchtal als ein führender deutscher Anbieter.

##### Rechtliche Stellung
Rechtlich ist Agrob Buchtal als GmbH (Agrob Buchtal GmbH) organisiert. Sie dient als eine Vertriebsgesellschaft und ist eine 100-prozentige Tochtergesellschaften der Deutsche Steinzeug Cremer & Breuer AG. Ihr Sitz ist Alfter-Witterschlick.

##### Unternehmens- und Markengeschichte
Anfang 2012 entstand die Agrob Buchtal GmbH als Umfirmierung, die vorherige Firma lautete Deutsche Steinzeug Keramik GmbH, ebenfalls eine 100-prozentige Tochtergesellschaft der Deutsche Steinzeug Cremer & Breuer AG. Ziel dieser Umfirmierung war es, Marke und Vertriebsgesellschaft gleichlautend zu bezeichnen.
Die Ursprünge der Gesellschaft reichen in das Jahr 1992 zurück. Damals entstand die ABK Agrob-Buchtal-Keramik GmbH mit Sitz in Witterschlick aus dem Zusammenschluss der AWS AG, der Agrob Fliesen GmbH, der Buchtal GmbH sowie des baukeramischen Bereiches des Annawerks. Anfang 1993 zählte die ABK 2400 Mitarbeiter, 1992 betrug der Umsatz 380 Millionen DM. Seit den 1990er Jahren vertreibt die Deutsche Steinzeug Cremer & Breuer AG ihre Keramik- und Fliesenprodukte unter dem Markennamen Agrob Buchtal.
Vorgängerunternehmen dieses Zusammenschlusses entstanden vorzugsweise in der zweiten Hälfte des 19. und der ersten Hälfte des 20. Jahrhunderts. Zu diesen gehörten beispielsweise die Actien-Ziegelei München (Gründung 1859), die Mosaik-Platten- und Thonwaaren-Fabrik (Sinzig, 1869) oder die „Thonwaarenfabrik“ Lamberty Servais & Cie, (Ehrang bei Trier, 1877). Die älteste Wurzel ist die 1755 errichtete Porzellan- und Steingutfabrik Ludwig Wessel.
Als Marke wurde Agrob Buchtal am 15. Oktober 1998 in das Markenregister beim Deutschen Patent- und Markenamt eingetragen. Die Bestandteile der Wortmarke waren bereits vorher registriert: Agrob seit November 1958, Buchtal seit Juni 1961. Agrob war dabei die Abkürzung für die Agrob Aktiengesellschaft für Grob- und Feinkeramik, ein 1943 entstandenes Unternehmen mit Sitz in München; Buchtal bezieht sich auf einen Ortsteil des oberpfälzischen Schwarzenfeld, in dem ein Werk der Deutschen Steinzeug Cremer & Breuer angesiedelt ist.

##### Produkte und Auszeichnungen
Während Wohnkeramik von Agrob Buchtal meist im privaten Bereich verbaut wird, sind Produkte der Architekturkeramik vielfach im öffentlichen Raum präsent. Keramische Fliesen von Agrob Buchtal wurden beispielsweise bei der Renovierung des U-Bahnhofs Berlin-Lichtenberg eingesetzt. Bei der Generalsanierung des Schifffahrtsmuseums Kiel lieferte Agrob Buchtal die Fliesen für den neuen Fußbodenbelag. Der ungarische Architekt Imre Makovecz nutzte Fliesen, Beckenkopfsysteme und Formteile von Agrob Buchtal für den Bau des Hagymatikums, ein Thermalbad in der ungarischen Stadt Makó. Keramikplatten für die Schale des Wärmekraftwerks in Viborg sind ein Verwendungsbeispiel aus dem Bereich der Fassadensysteme. 2010 wurde das Dach des Museums der Kulturen Basel mit dreidimensionalen Keramikelementen verkleidet, die Agrob Buchtal lieferte. Die britische Künstlerin und Filmemacherin Sarah Morris verwendete 2010 Agrob-Buchtal-Produkte der Marke bei der Anfertigung von Hornet, eines Werkes ihrer Origami-Serie. Die entstandene Fliesenwand gehört zum Erweiterungsbau der Kunstsammlung Nordrhein-Westfalen. Zur Fußball-Weltmeisterschaft 2006 ist ein zusätzlicher Fußgängertunnel des Bahnhofs München Marienplatz eröffnet worden, ausgekleidet ist dieser mit Keramikplatten von Agrob Buchtal.

Anwendungen von Agrob Buchtal im öffentlichen Raum
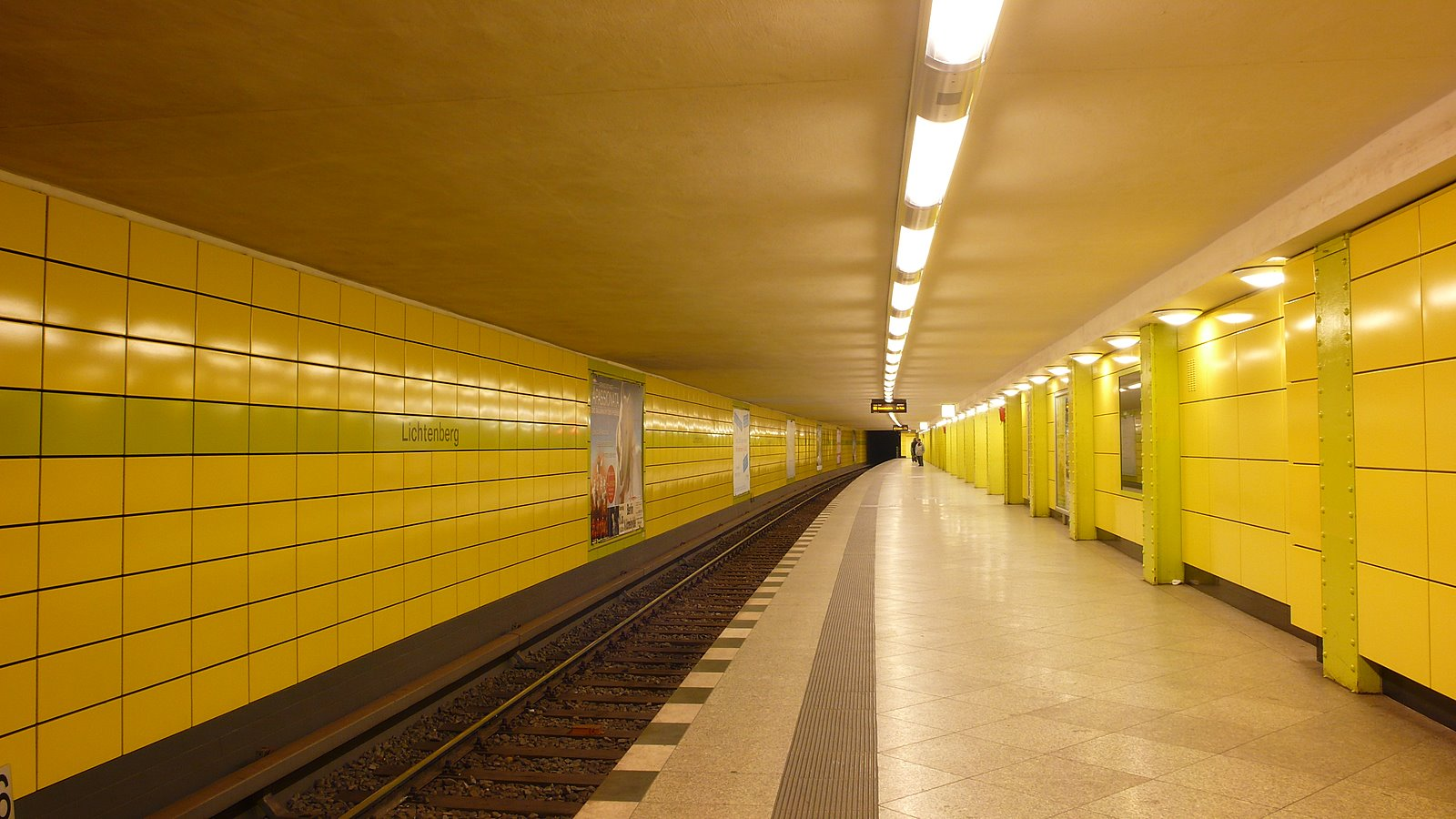
U-Bahnhof Lichtenberg, Berlin
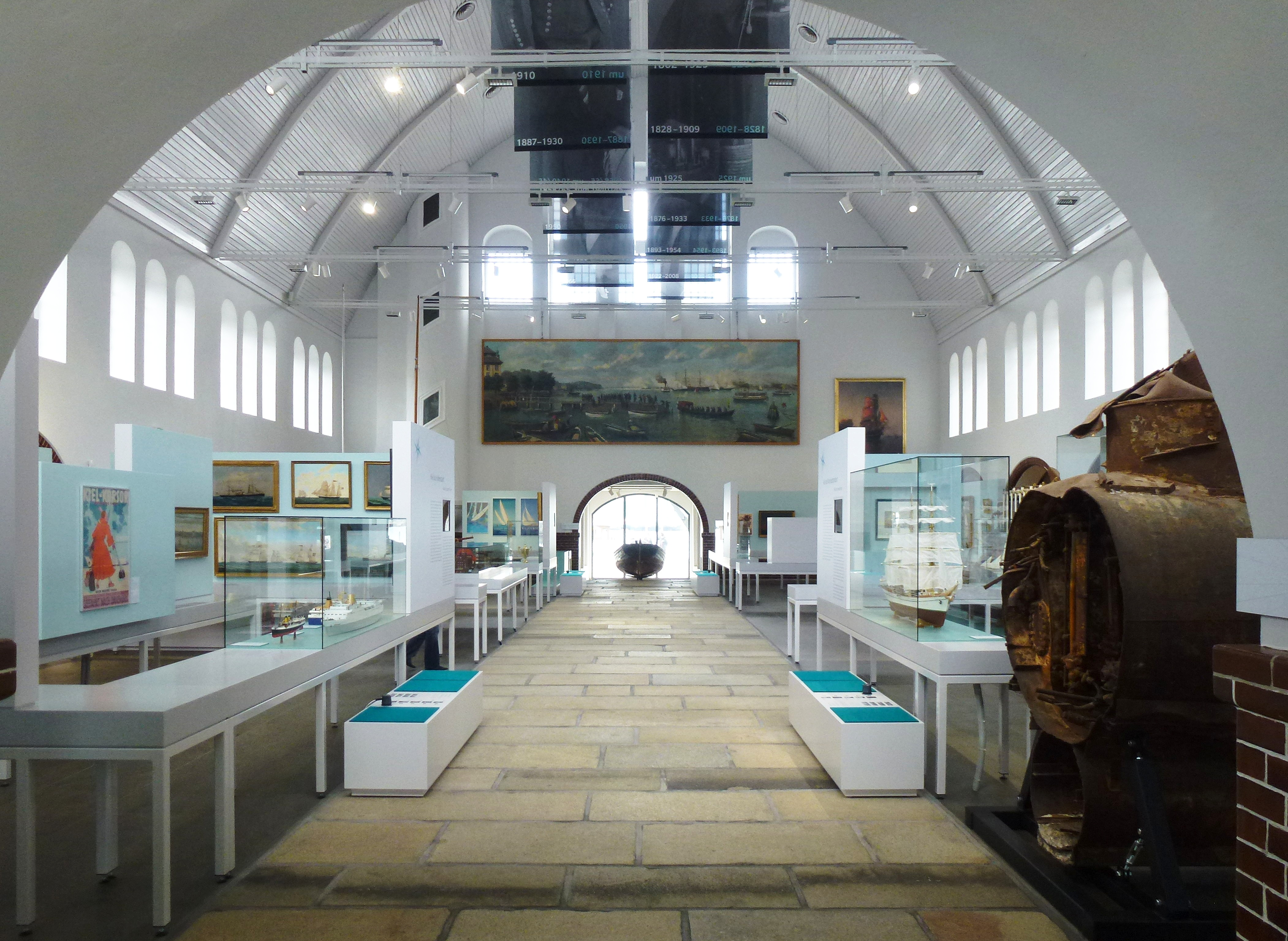
Schifffahrtsmuseum Kiel
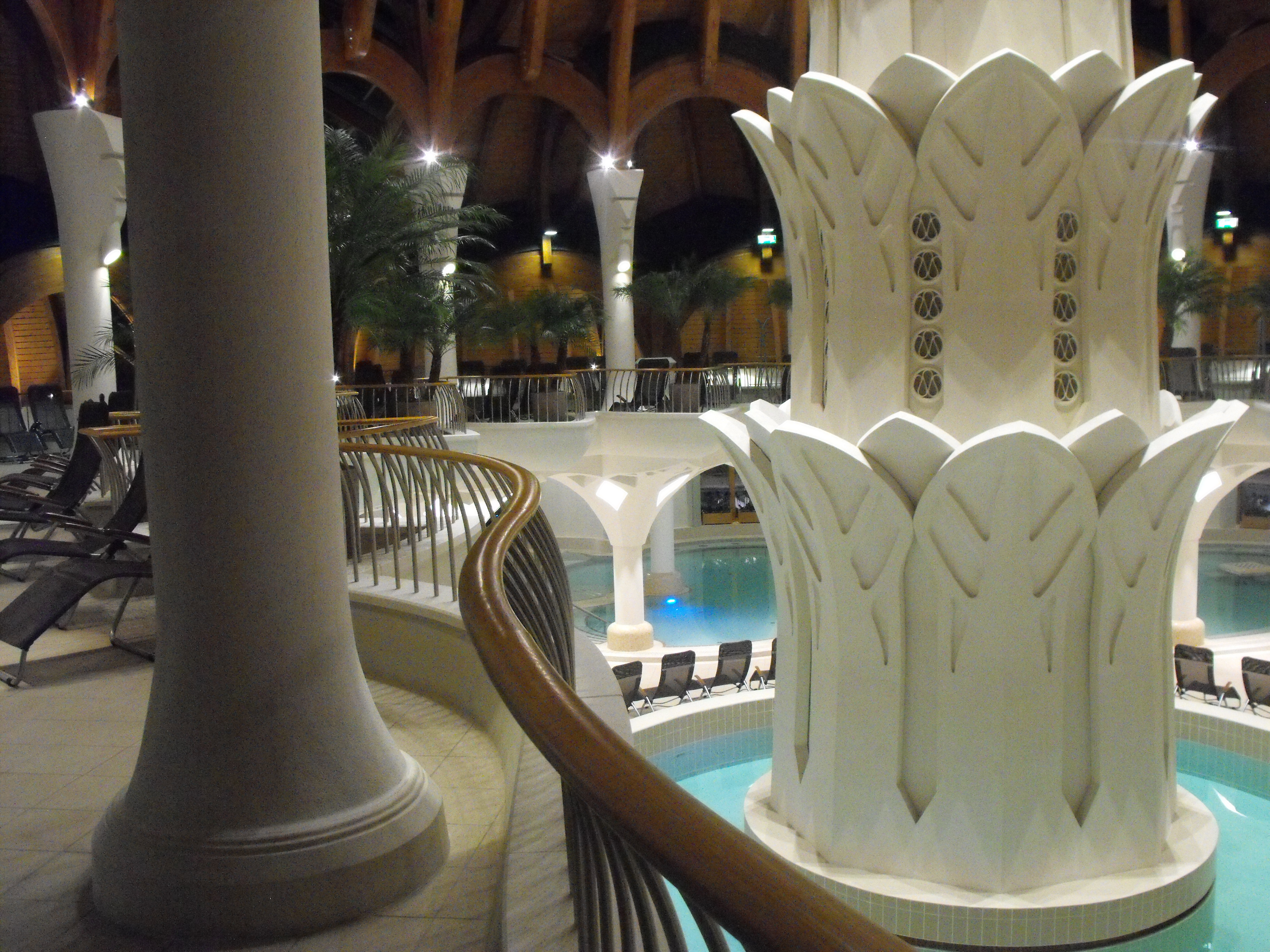
Hagymatikum, Makó
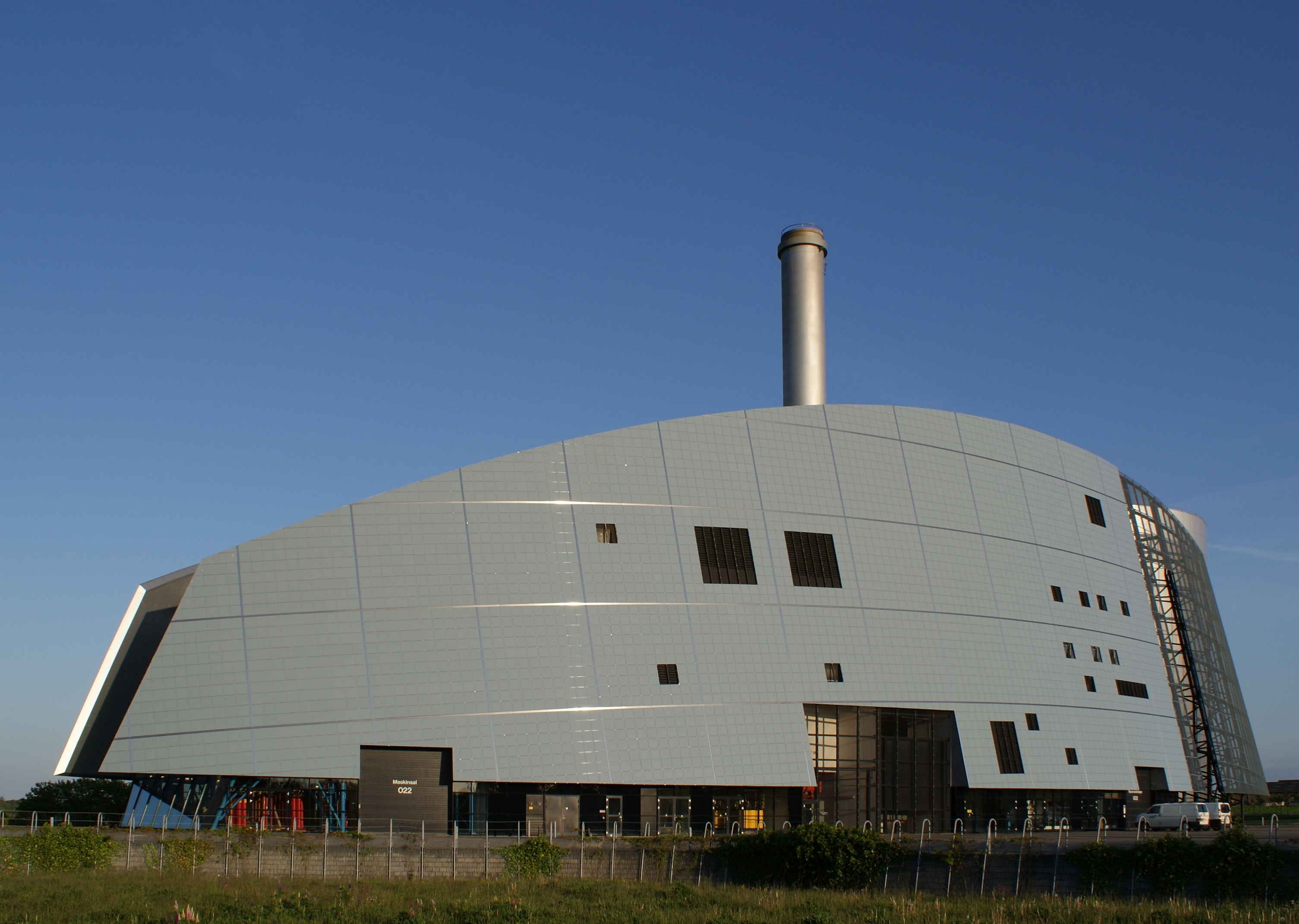
Wärmekraftwerk, Viborg
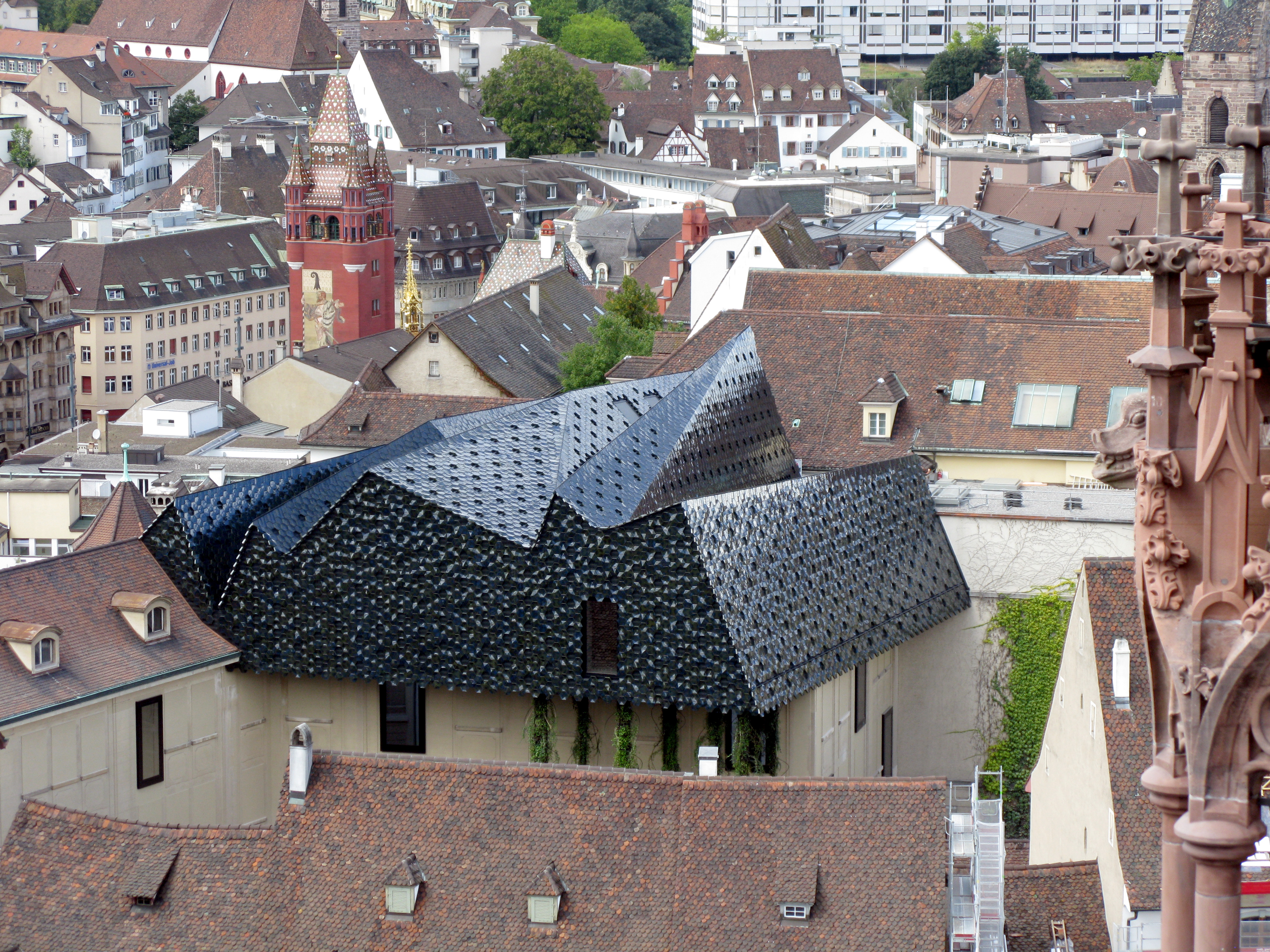
Museum der Kulturen Basel
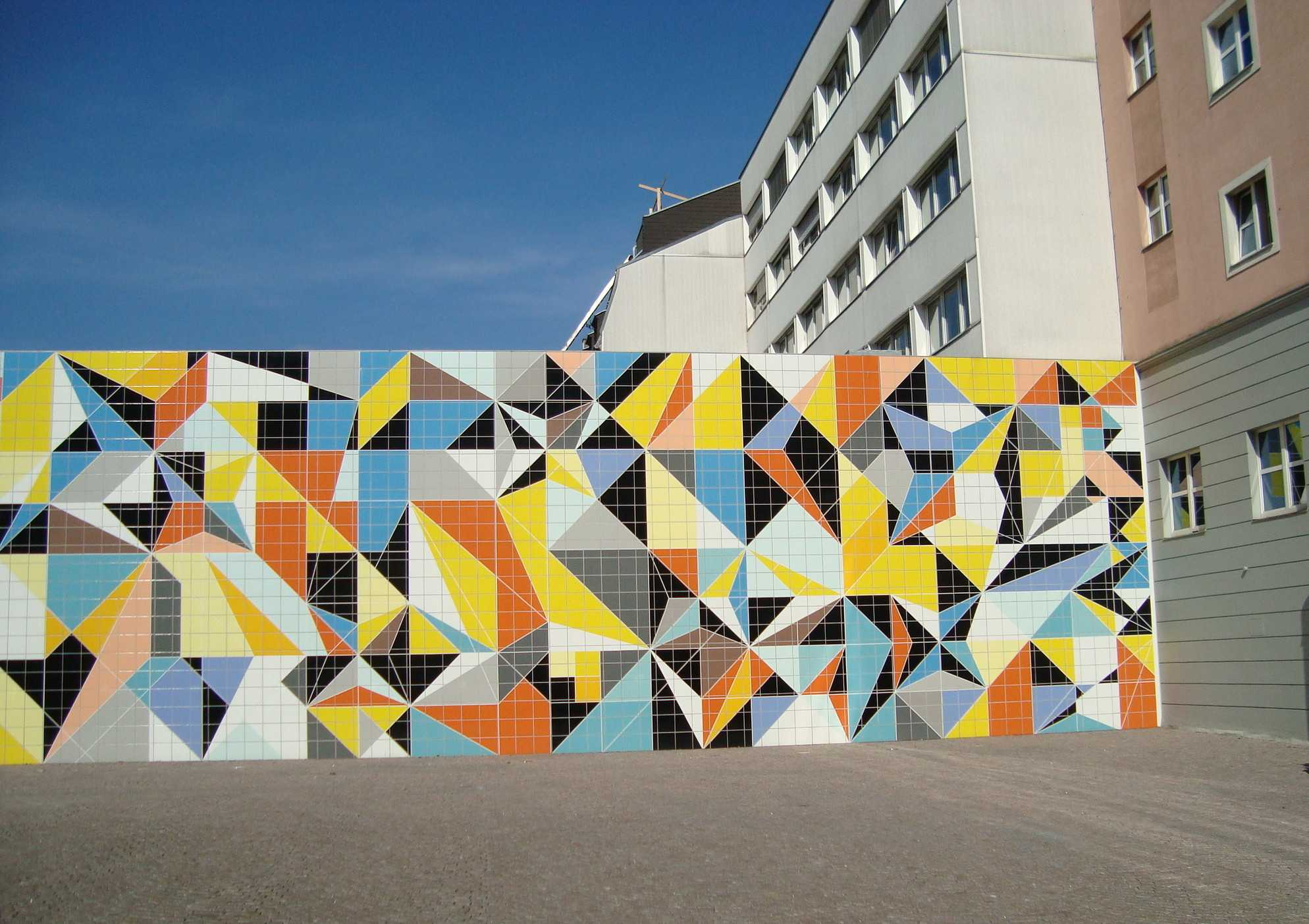
Kunstsammlung Nordrhein-Westfalen, Düsseldorf
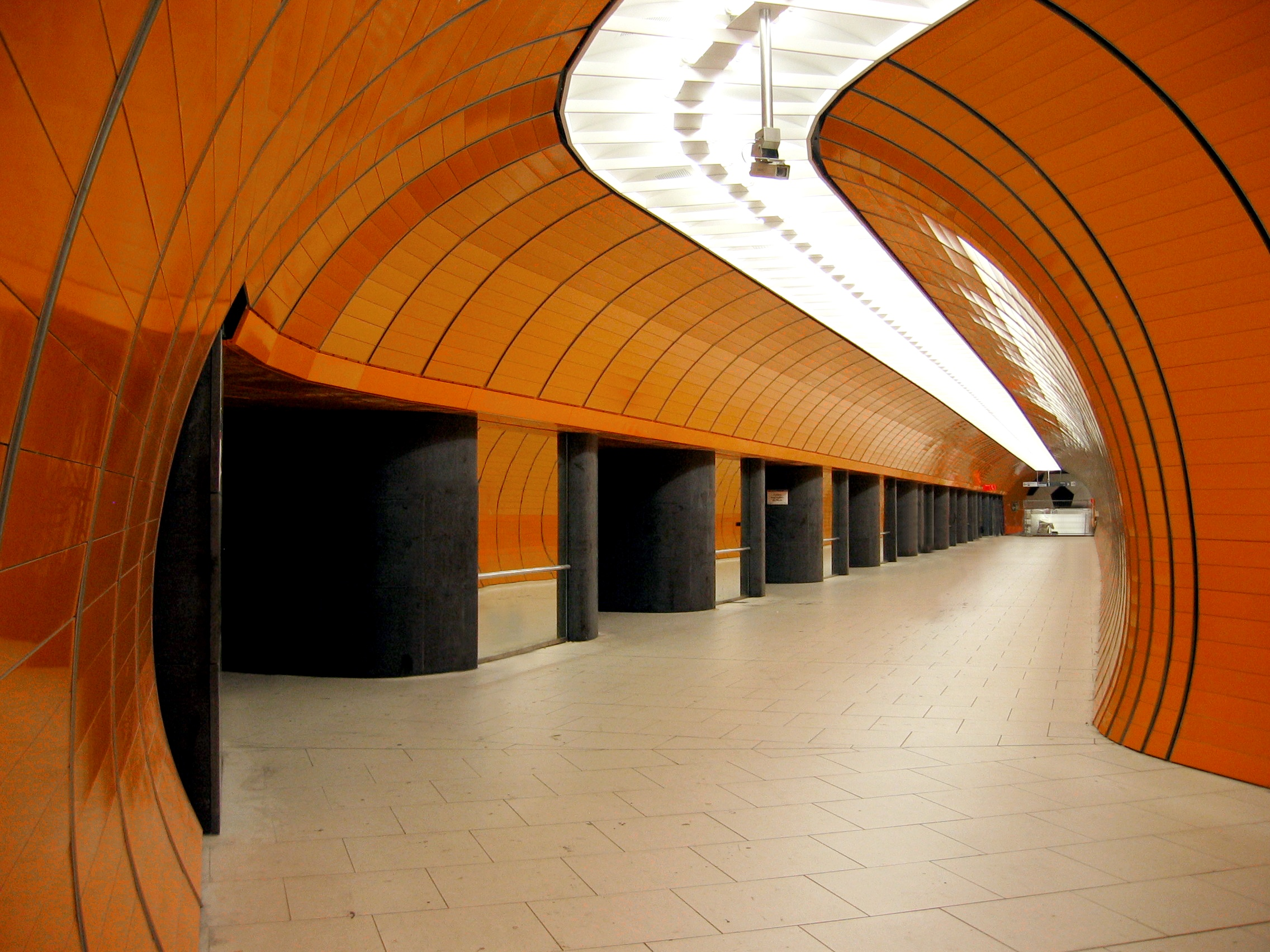
Bahnhof München Marienplatz

Mit ihrer Marke Agrob Buchtal gewann die Deutsche Steinzeug Cremer & Breuer 2011, 2013 und 2015 den Architects’ Darling, 2011 den Materialica Design & Technology Award, den Red Dot Design Award in den Jahren von 2008 bis 2011, den Designpreis der Bundesrepublik Deutschland in den Jahren 2010 bis 2012, den iF product design award in den Jahren 2010 bis 2013, den universal design award 2011 und den Design Plus Award 2009. Die Zeitschrift Fliesen & Platten kürte Agrob Buchtal-Fliesenserien zum „Produkt des Jahres“ 2014, zum „Produkt des Jahres“ 2016 und zum „Produkt des Jahres“ 2017.

#### Jasba

Logo Jasba

Mit Jasba tritt die Deutsche Steinzeug im Markt für keramische Mosaiken auf.

##### Geschichte
Die Marke Jasba war rechtlich bis Ende 2017 als GmbH organisiert und ebenfalls eine 100-prozentige Tochter der Deutsche Steinzeug Cremer & Breuer AG.
Die Gründung des Unternehmens erfolgte 1926. Zunächst lag der Schwerpunkt auf Zier- und Gefäßkeramik. Die Herstellung glasierter Mosaike begann Ende der 1950er Jahre. 1964 verlegte das Unternehmen seinen Sitz von Baumbach nach Ötzingen. Zugleich wurde die Jasba Mosaik GmbH ein eigenständiges Unternehmen. 1980 übernahm es das Schwesterunternehmen, das am Gründungsstandort Ofenkacheln und Kachelkamine herstellte. 1999 erfolgte die Übernahme durch die Deutsche Steinzeug. 2004 wurde der Produktionsstandort Baumbach verkauft.
Ende 2017 führte die Deutsche Steinzeug die Vertriebsorganisationen von Jasba und Agrob Buchtal  zusammen. Zudem erfolgte mit Wirkung zum 1. Januar 2018 ein Betriebsübergang der Jasba Mosaik GmbH auf die Deutsche Steinzeug Cremer & Breuer AG.

##### Verwendung und Auszeichnungen
Viele der Mosaik-Produkte sind für Innenräume vorgesehen. Sie sind allerdings auch im öffentlichen Raum anzutreffen. So finden sich Fliesen von Jasba in der neuen Schalterhalle des Londoner Bahnhofs King’s Cross. An der Fassade des Brooklyn Children’s Museum in New York sind ebenfalls Jasba-Produkte verbaut.

Anwendungen von Jasba im öffentlichen Raum
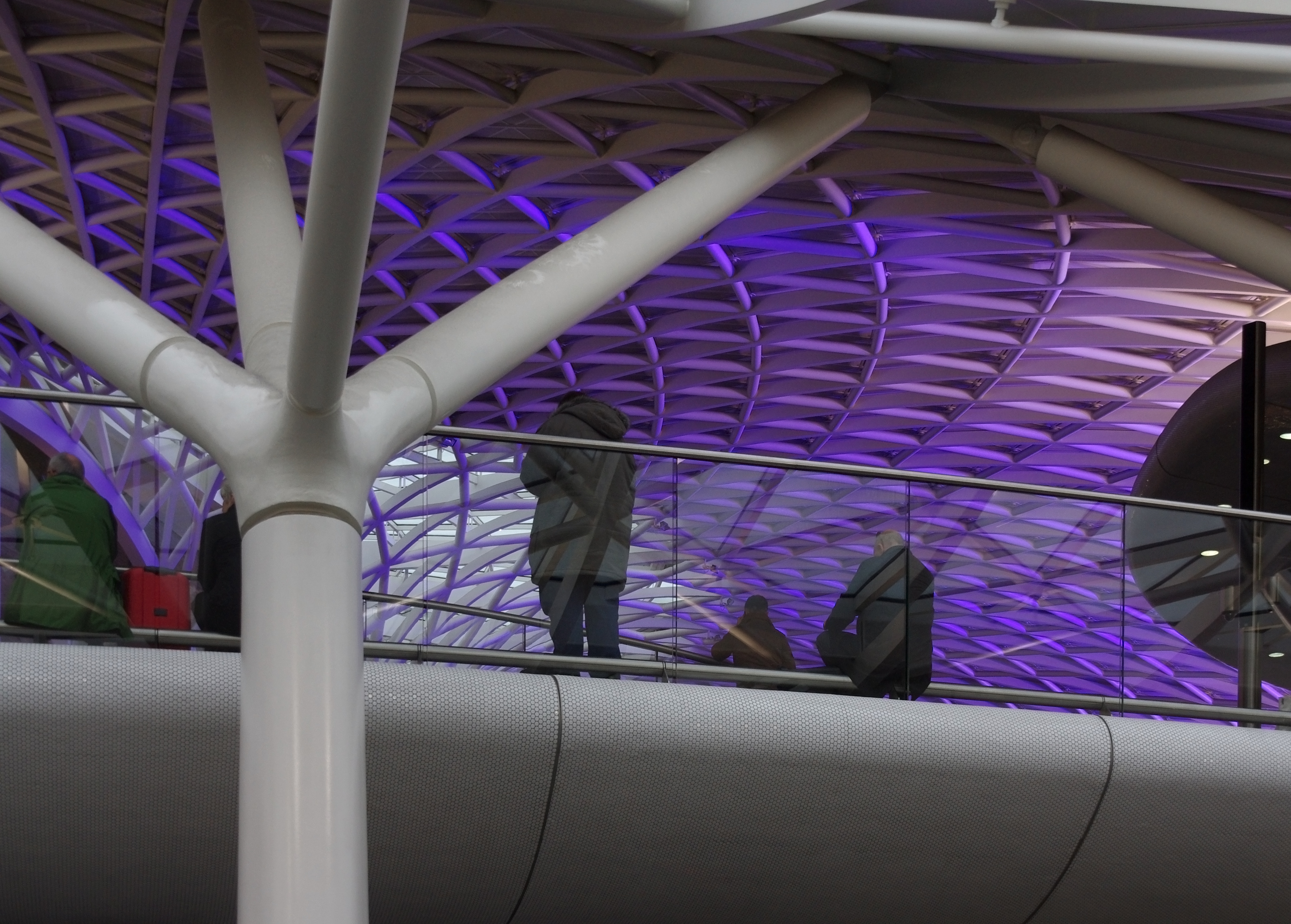
Bahnhof King’s Cross, London
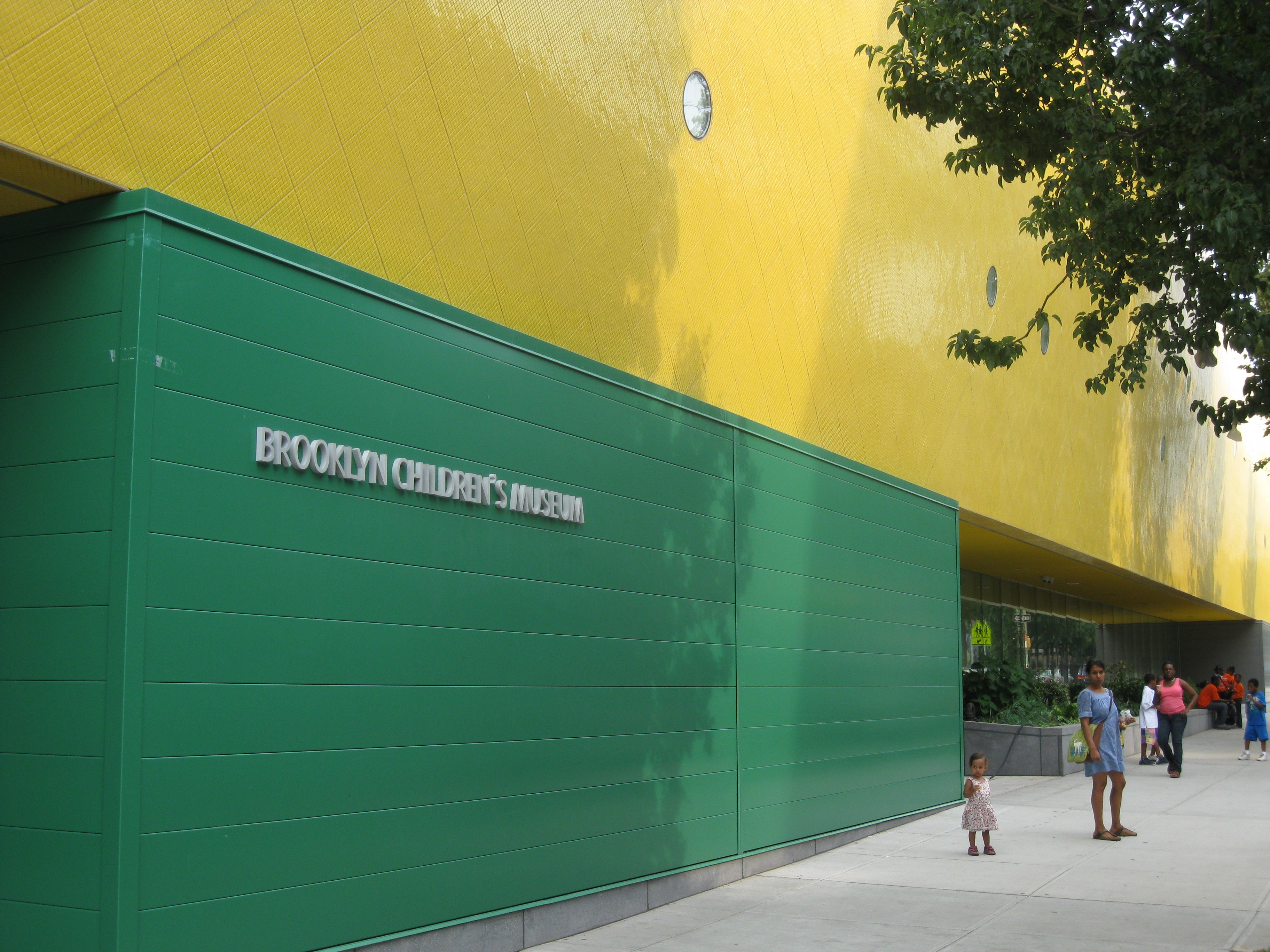
Kindermuseum Brooklyn

Fachjurys zeichneten Jasba-Produkte mehrfach aus, beispielsweise 2009 mit iF Industrie Forum Design. Das Unternehmen Jasba GmbH erhielt einen Preis für seine Beschäftigung von Menschen mit Behinderungen.

### Standorte

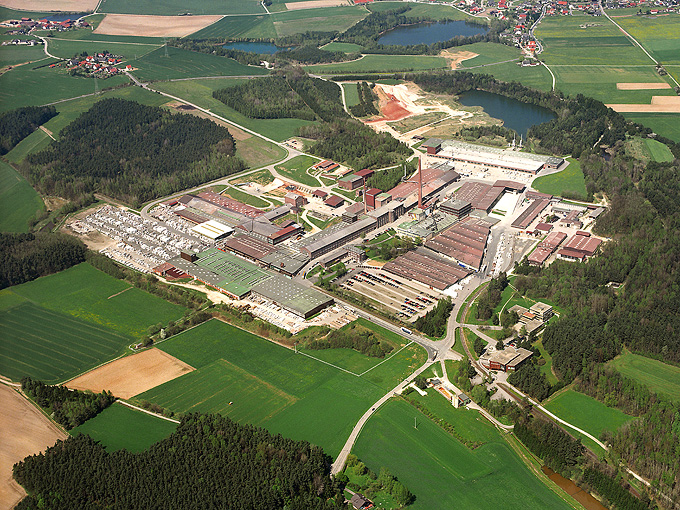
Werk in Schwarzenfeld

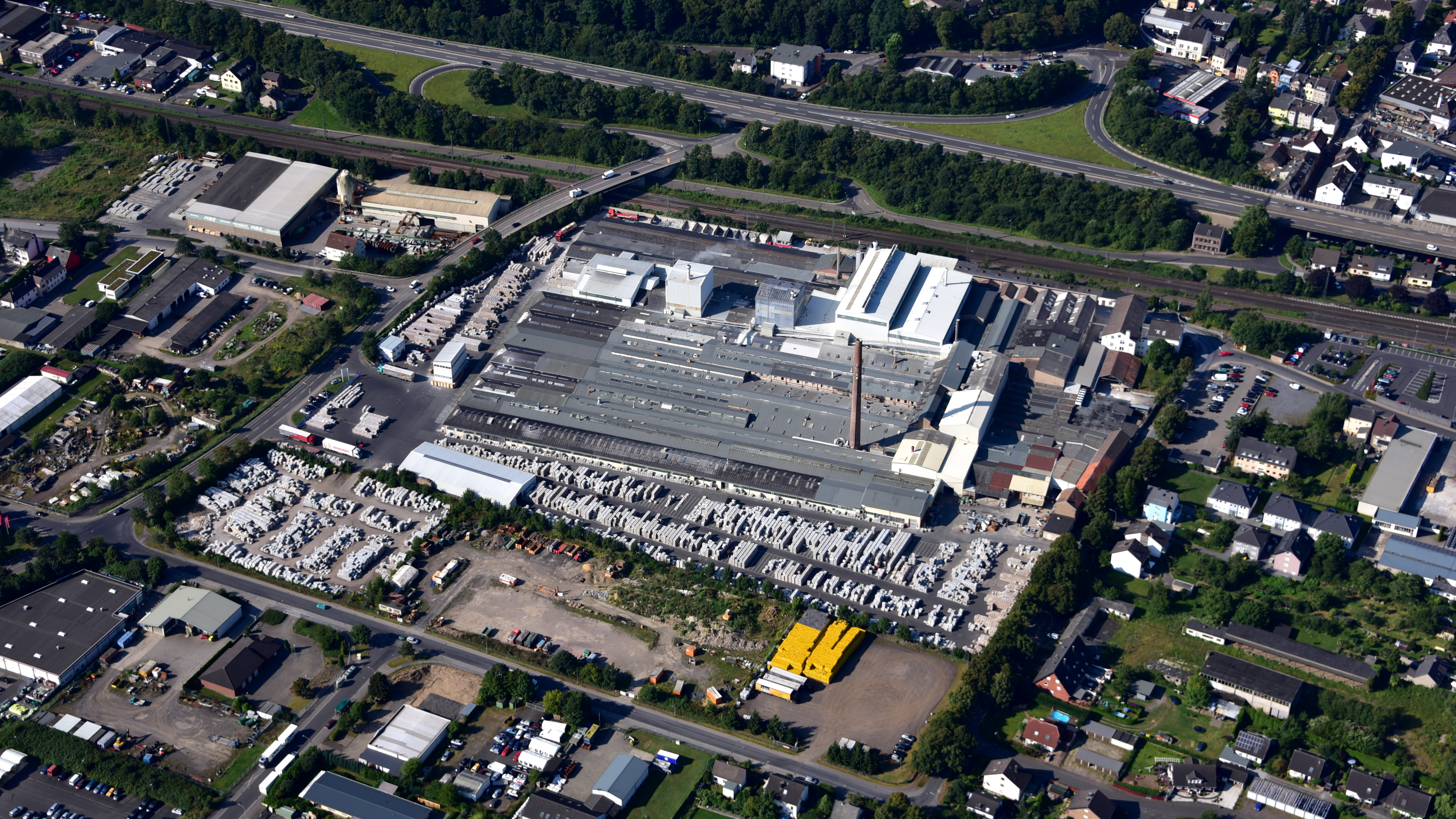
Sinzig, Deutsche Steinzeug Cremer & Breuer AG, Luftaufnahme (2016)

In Deutschland ist die Deutsche Steinzeug an vier Standorten anzutreffen: in Alfter-Witterschlick, in Schwarzenfeld, in Sinzig und in Ötzingen. In Frankreich hat das Unternehmen einen Standort in Les Cassés (Arrondissement Carcassonne), in der Schweiz in Stans, in den Vereinigten Staaten in Alpharetta (Georgia) und in Anaheim (Kalifornien).
An den vier deutschen Standorten arbeiten rund 1300 Personen, davon rund 500 in Schwarzenfeld und 350 in Alfter-Witterschlick. Am Standort Sinzig sind 255 Mitarbeiter tätig, am Standort Ötzingen sind es rund 200.

### Führungsgremien
Dieter Schäfer führt das Unternehmen seit Anfang 2018 allein. Vorsitzender des Aufsichtsrates ist Wilfried Delker.